# Бон (замок)
Бон (фр. Château de Bon) — замок, построенный  в XIX веке. Расположен в коммуне Линьи-ле-Рибо, в департаменте Луаре, в регионе Центр — Долина Луары, Франция.

## Местоположение
Замок находится на небольшой возвышенности (на высоте 105 метров над уровнем моря) в уединённом месте в природной области Солонь. Его окружает лесистая местность. Совсем рядом к западу расположены два пруда. Ближайших из них называется Крё.

## Описание

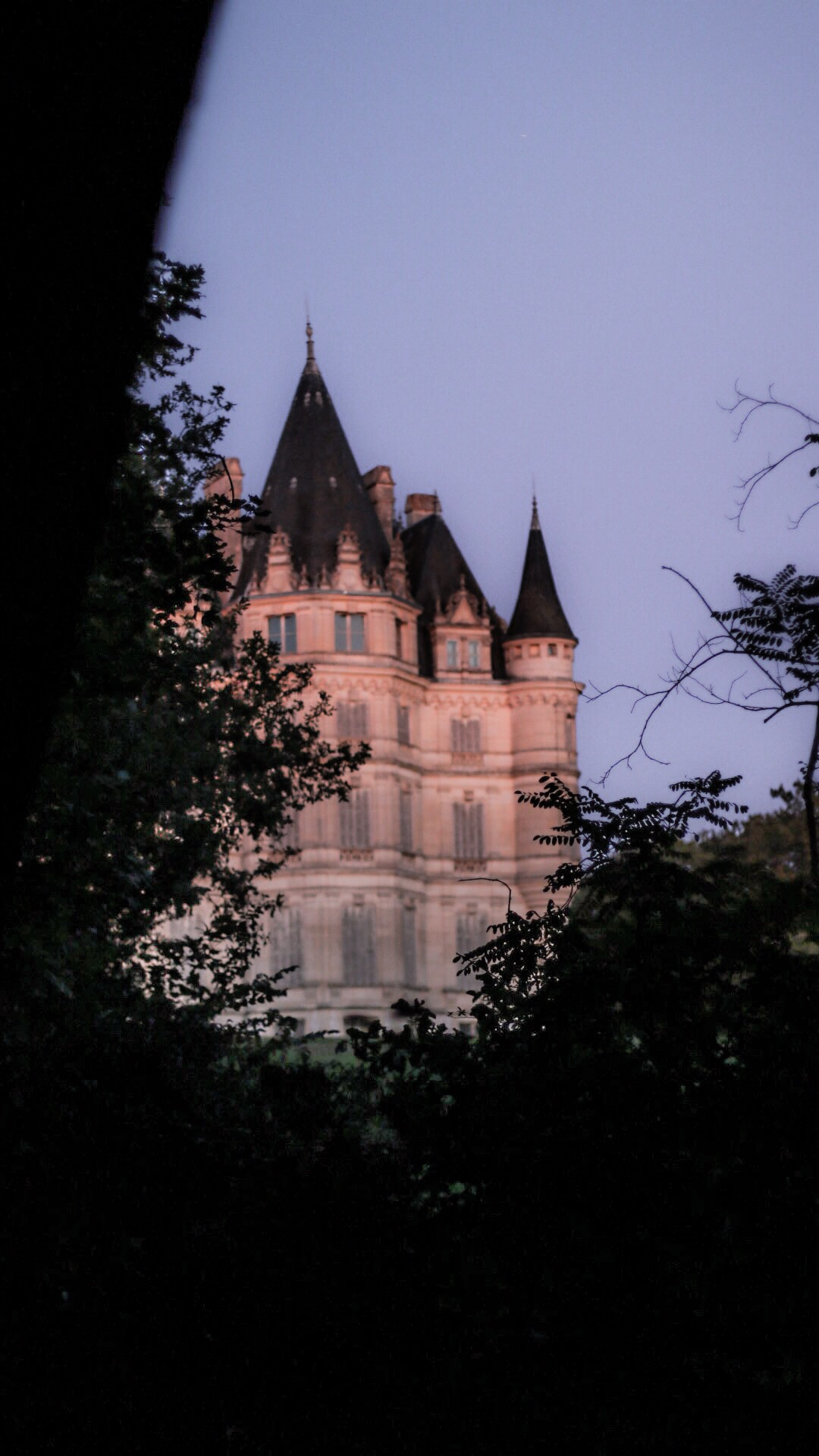
Вид на замок в вечерних сумерках

Замок представляет из себя четырёхэтажное здание имеющее в основании почти квадратную форму. Фасады выдержаны в стиле королевских замковых резиденций XVI-XVII веков. Их отличает богатый декор, высокие конические крыши, башенки и эркеры. В качестве образцов использовались замки Шенонсо, Шамбор, Азе-ле-Ридо, а также Шалле-ла-Потери.
Главный вход расположен с южной стороны. Изысканной отделкой отличались и внутренние помещения. Особенно те, которые должны были играть роль общественных приёмных и гостиных.

## История

### XIX век
Решение о строительстве замка принял в 1874 году Жорж Дюпре де Сен-Мор, занимавший с 1877 по 1889 год должность генерального советника кантона Ла-Ферте-Сен-Обен и мэра Линьи-ле-Рибо (в период с 1878 по 1902 год). Первоначально здание планировалось использовать как место для общественных приёмов орлеанской знати. Также, в частности, были планы превратить сооружение в охотничий замок. В качестве архитекторов был приглашён Клеман Паран и его сын Луи Паран. Строительные работы велись в период с 1875 по 1882 год.
Позднее из-за финансовых трудностей (содержание комплекса обходилось очень дорого для местного бюджета) замок Бон был выставлен на аукцион для продажи частным собственникам.

Герб семьи Понятовских

### XX век
До 1923 года замок принадлежал семье Понятовских. Затем он был приобретён швейцарским промышленником Анри Буррусом, представителем рода Буррус. Тот был страстным любителем верховой езды и планировал создать здесь соответствующую школу.
В сентябре 1991 года замок был внесён в список исторических памятников Франции.

### XXI век
Последние десятилетия судьба замка Бон остаётся неясной. Попытки использовать его как отель оказались неудачными. Также не оправдались надежды сдавать замок в аренду для проведения торжеств, семинаров или свадеб. У собственников не хватало средств даже на организацию охраны здания.
В итоге для спасения внутренний помещений от разграбления мародёрами главный вход был перекрыт, а окна закрыты плотными ставнями. В этой связи посещение внутренних пространств замка невозможно. Однако снаружи нет никаких ограждений. Полюбоваться внешним видом фасадов можно в любое время года.